# Monasterio de Santa María de Bujedo de Juarros
El monasterio de Santa María de Bujedo de Juarros (Santa Cruz de Juarros, Burgos), perteneció a la orden del Císter y se encuentra situado en el fondo de un pequeño valle surcado por el río Seco, a escasos kilómetros de la ciudad de Burgos.

## Historia
La fecha de fundación no se puede fijar con exactitud. Los investigadores apuntan a dos fechas para datar su origen, 1159 y 1172. En 1159, los fundadores de la abadía, don Gonzalo Marañón y su esposa, doña María García, entregaron el lugar de Bujedo al superior del monasterio cisterciense de Gimont, pero dicha fundación parece que no llegó a realizarse. La fecha de 1172 está basada en las Tablas del Císter. El testimonio documental más antiguo que confirma la existencia del monasterio es de 1182. En esta fecha, doña María García procede a fundar el cenobio femenino de Haza, en cuya carta fundacional se indica que permanecerá bajo la tutela del monasterio de Bujedo (su abad Fortunato, figura entre los confirmantes del documento).
Sus primeros doce monjes procedían de la abadía francesa de Scala Dei, encabezados por el abad Fortunato. Su dominio estuvo, principalmente en la comarca de Juarros, pero algunas de sus propiedades alcanzaron las riberas del Duero y el Arlanza. La evolución y desarrollo posterior del monasterio está poco documentada, pero no fue nunca un centro importante.
En la Edad Moderna, se produce su integración en la Congregación de Castilla. Las leyes desamortizadoras de 1835 trajeron consigo el final del monasterio.
En 1931 fue declarado Monumento Histórico-Artístico. Tras muchos años de abandono, se restauró por iniciativa privada y dicha intervención fue premiada en 1981 por la Asociación Europa Nostra. Actualmente es de propiedad particular.

## Iglesia
La iglesia, construida en la primera mitad del siglo XIII, presenta planta de cruz latina, con una sola nave de seis tramos, crucero saliente con un tramo por cada brazo y cabecera con tres capillas.

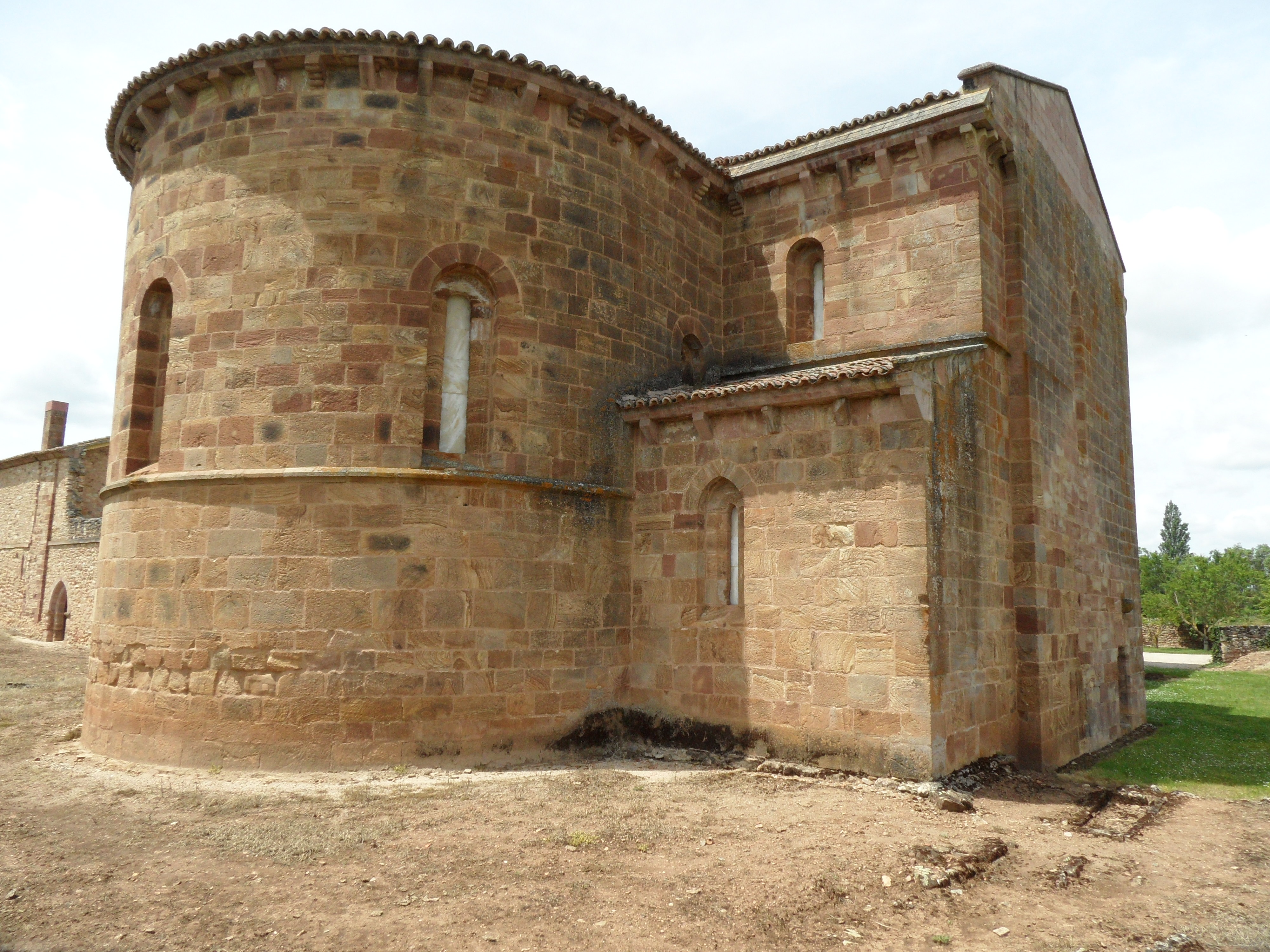
Ábside

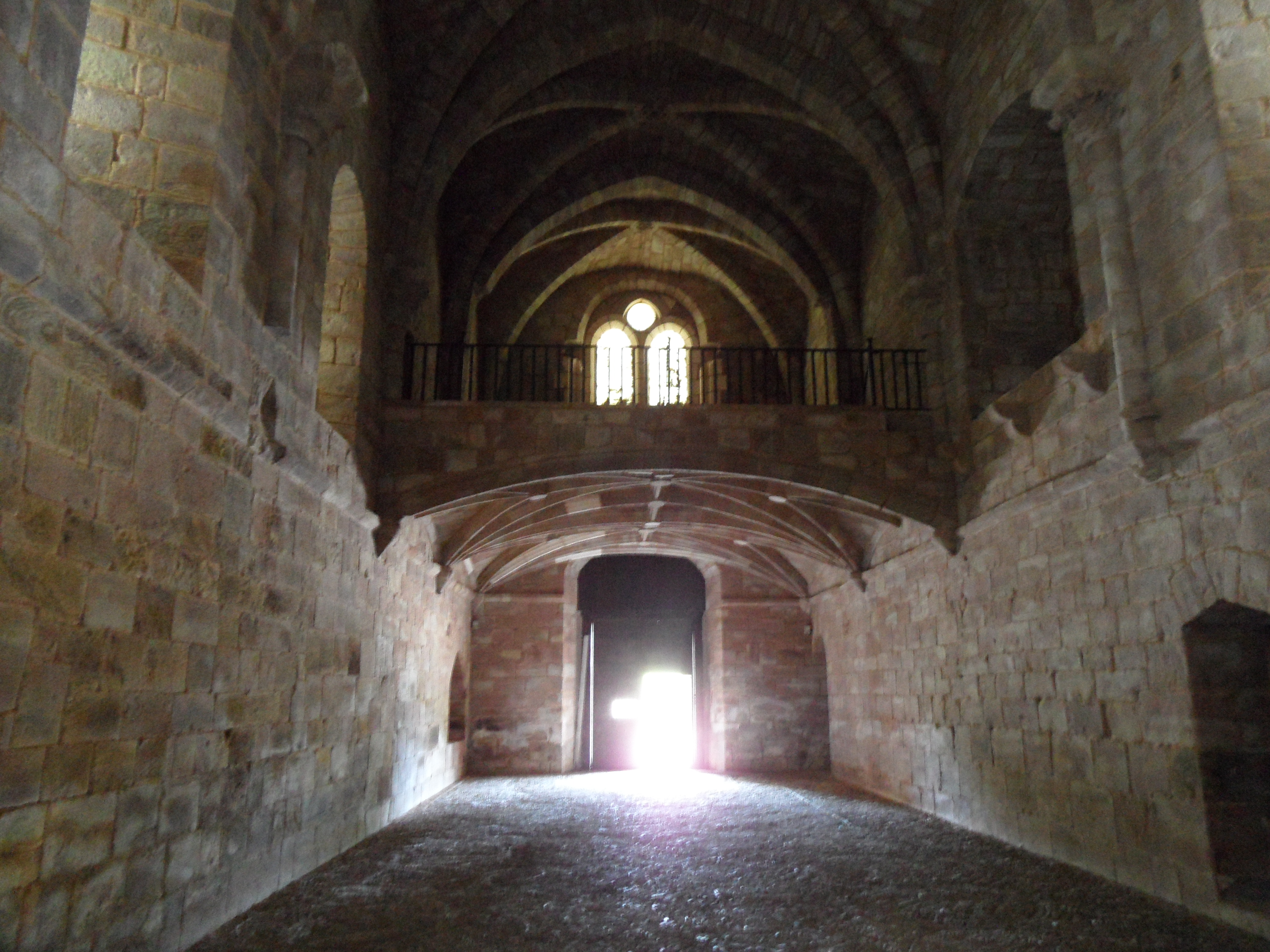
Coro alto

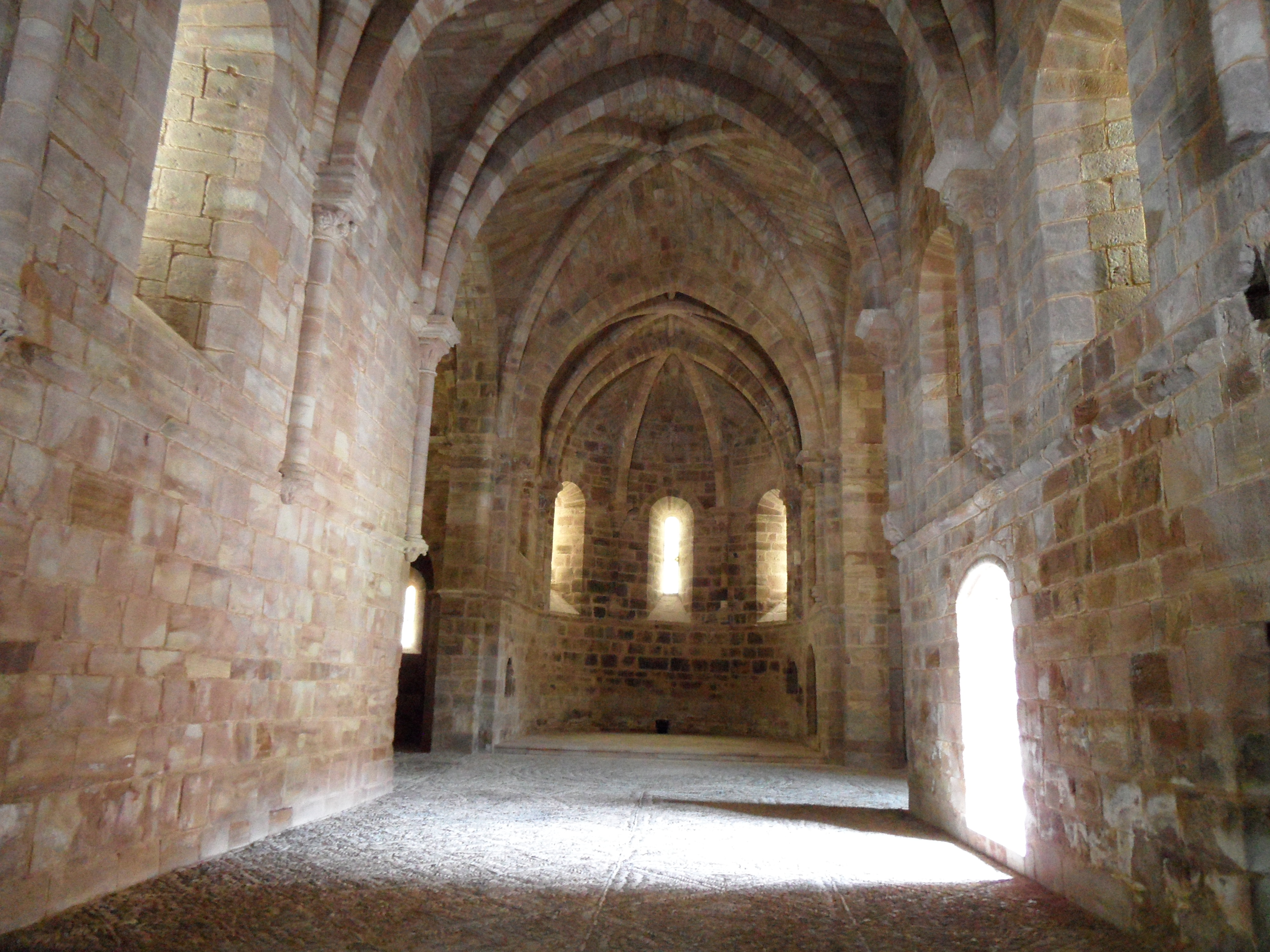
Nave principal

El exterior destaca por su uniformidad, sólo rota por la espadaña situada en el brazo sur del crucero. La fachada occidental, como sucede con frecuencia dentro de la orden del Císter, es la parte más cuidada, enmarcada por dos contrafuertes muy anchos, con remate en chaflán bastante acentuado. La portada principal se compone de chambrana y tres arquivoltas, dos apuntadas y la interior trebolada. A los lados se disponen dos crismones y en la parte alta se abre un gran ventanal de dos vanos.
El interior destaca por su sencillez; los muros del templo están construidos con aparejo se sillería, de dimensiones uniformes. La nave mayor se cubre con bóvedas de crucería cuatripartitas que descargan sobre columnas adosadas al muro, que sólo llegan a media altura y descansan sobre pequeñas ménsulas.
El crucero es de una sola nave y cada brazo está cubierto por bóveda de crucería con nervios y clave simple, sin decoración. La cabecera se compone de tres capillas, la central de planta semicircular, de clara tradición románica y las laterales rectangulares.
A los pies de la iglesia, ocupando los dos últimos tramos, se encuentra el coro alto, con bóveda estrellada muy rebajada, realizado a principios del siglo XVI.

## Monasterio

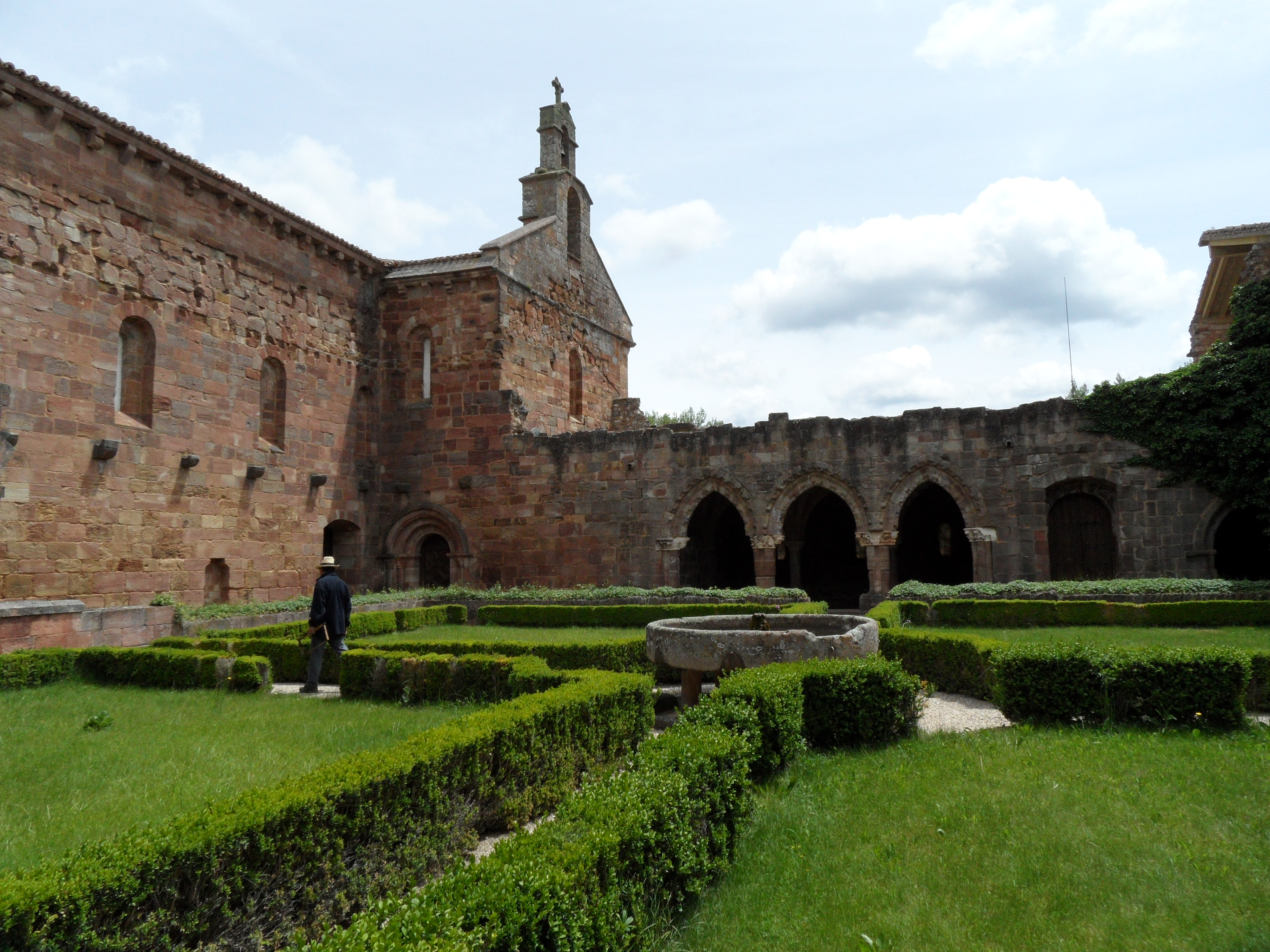
Claustro medieval

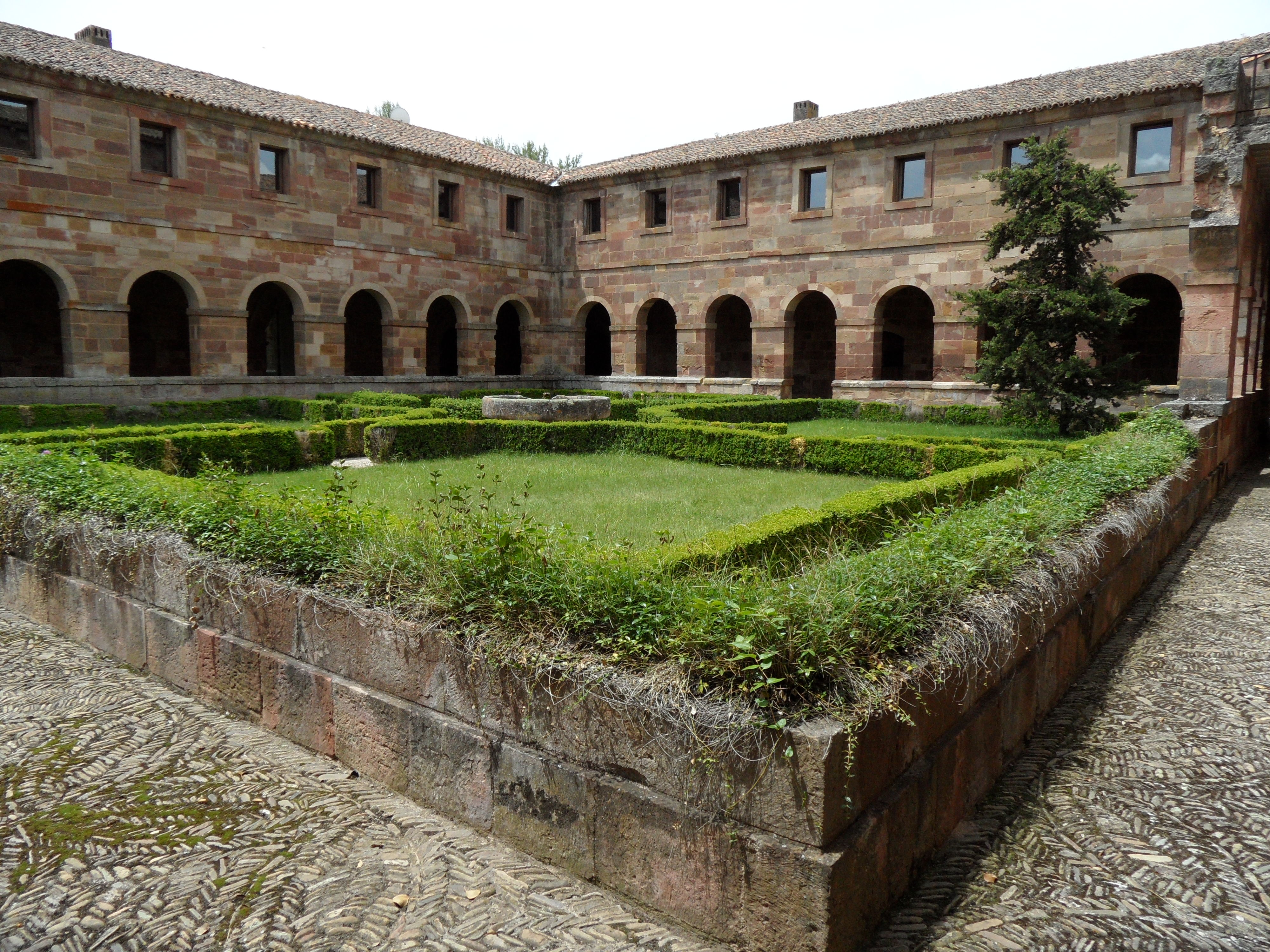
Alas norte y oeste

Se situaba al sur de la iglesia. Aún se conservan algunos restos del primitivo edificio que permiten fechar su construcción en el siglo XIII. El claustro actual, muestra íntegros sus costados sur y oeste. Del claustro medieval se conservan siete capiteles dobles y cuatro basas.

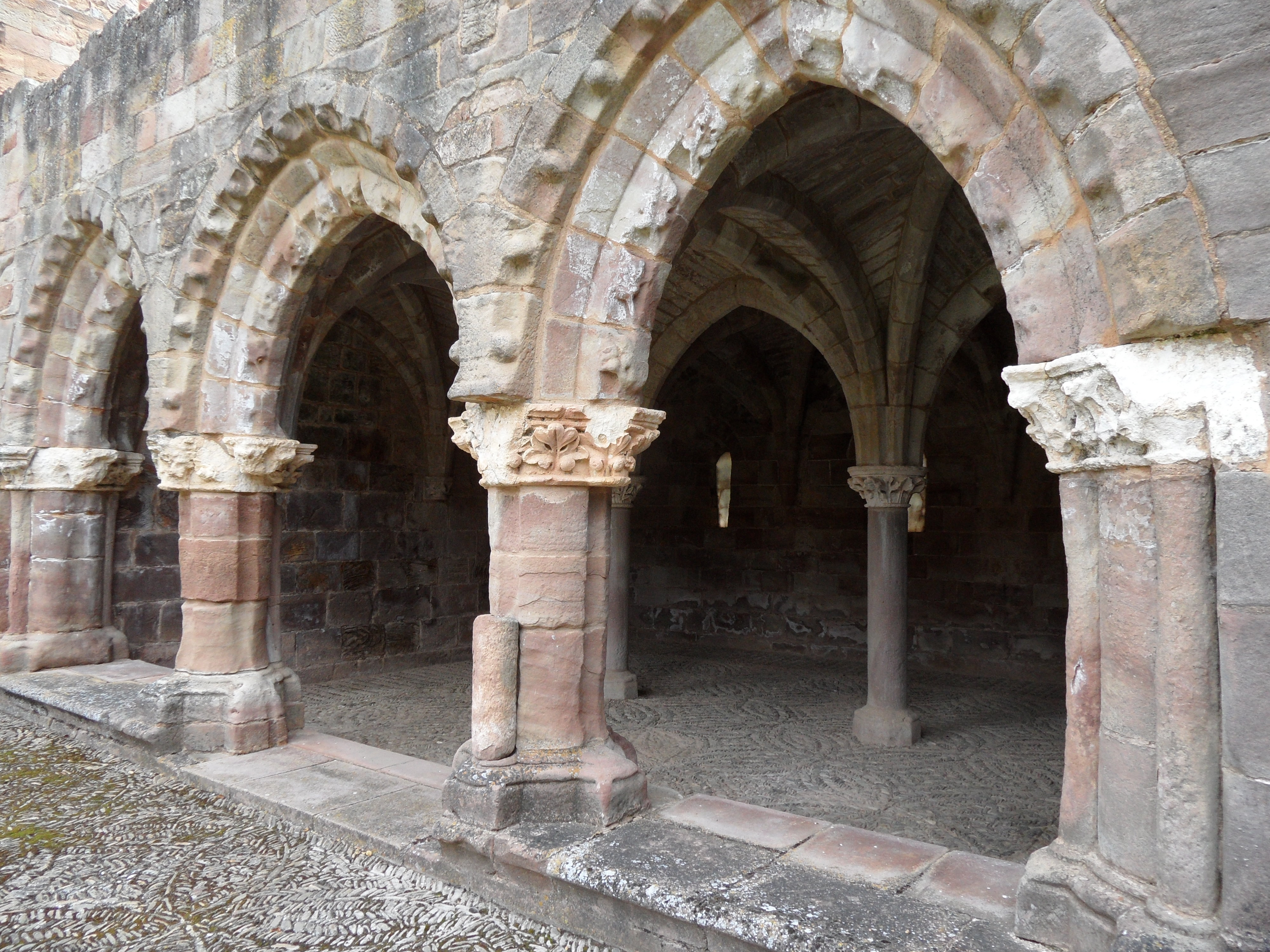
Entrada de la sala capitular

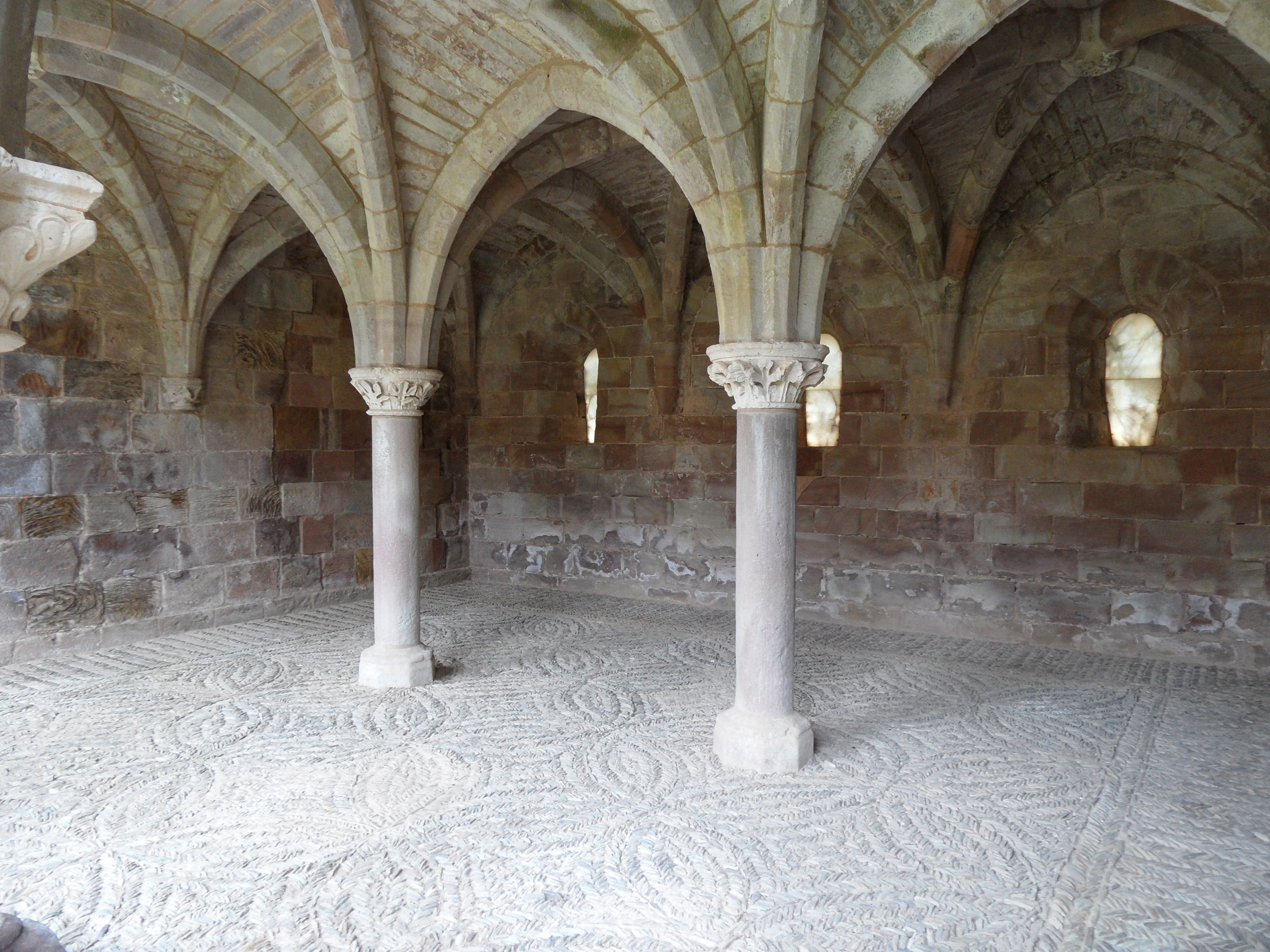
Sala capitular

La sacristía, adosada al hastial del crucero, presenta planta rectangular y bóveda de cañón continuo. La sala capitular, se encuentra situada a continuación de la sacristía y se abre al claustro por medio de tres vanos, de los cuales, el central, sirve de entrada a la sala. Su interior se cubre con bóveda de crucería y en el centro, los arcos y nervios descansan en dos columnas.
Aunque no sea una obra artística de primera categoría, sí es un ejemplo de la arquitectura desarrollada por el Císter en la península ibérica.